# Долар Беј (Мичиген)
Долар Беј (енгл. Dollar Bay) насељено је место без административног статуса у америчкој савезној држави Мичиген.

## Демографија
По попису из 2010. године број становника је 1.082.
| Група             | 2000.    | 2010.         |
| Белци             | 0 (0,0%) | 1.051 (97,1%) |
| Афроамериканци    | 0 (0,0%) | 2 (0,2%)      |
| Азијати           | 0 (0,0%) | 9 (0,8%)      |
| Хиспаноамериканци | 0 (0,0%) | 4 (0,4%)      |
| Укупно            | 0        | 1.082         |